# Scream & Shout
Scream & Shout – piosenka dance, stworzona na czwarty album studyjny amerykańskiego rapera will.i.ama pt. #willpower (2013). Powstały przy gościnnym udziale amerykańskiej wokalistki Britney Spears oraz wyprodukowany przez Lazy Jaya, utwór wydany został jako czwarty singel promujący krążek dnia 20 listopada 2012 roku.
Piosenka uzyskała mieszane recenzje krytyków, krytykowana za nadużycie efektu auto-tune, natomiast chwalona jako spektakularny utwór klubowy. Singel zajął miejsce pierwsze na listach przebojów w Kanadzie, Niemczech, Wielkiej Brytanii, Belgii, Danii, Finlandii, Francji, Włoszech, Holandii, Norwegii, Hiszpanii, Polsce i innych 15 krajach. Singiel znalazł się na 3 miejscu Billboard Hot 100 co jest największym sukcesem will.i.ama w solowej karierze.

## United World Chart
| Pozycja (Sprzedaż tygodniowa) | 9 (195,000)  | 9 (205,000)  | 4 (291,000)  | 3 (347,000)  | 4 (462,000) | 2 (395,000) | 1 (409,000) | 1 (407,000) | 1 (411,000)  | 2 (399,000) |
| Sprzedaż całkowita            | 195,000+     | 400,000+     | 691,000+     | 1,038,000+   | 1,500,000+  | 1,895,000+  | 2,304,000+  | 2,711,000+  | 3,122,000+   | 3,521,000+  |
| Tydzień                       | 11           | 12           | 13           | 14           | 15          | 16          | 17          | 18          | 19           | 20          |
| Pozycja (Sprzedaż tygodniowa) | 2 (368,000)  | 3 (356,000)  | 5 (338,000)  | 4 (304,000)  | 5 (277,000) | 6 (245,000) | 5 (230,000) | 8 (232,000) | 10 (207,000) | 9 (173,000) |
| Sprzedaż całkowita            | 3,889,000+   | 4,245,000+   | 4,583,000+   | 4,887,000+   | 5,164,000+  | 5,409,000+  | 5,639,000+  | 5,871,000+  | 6,078,000+   | 6,251,000+  |
| Tydzień                       | 21           | 22           | 23           | 24           | 25          | 26          | 27          | 28          | 29           | 30          |
| Pozycja (Sprzedaż tygodniowa) | 11 (158,000) | 14 (149,000) | 17 (127,000) | 22 (110,000) | 30 (87,000) | 38 (80,000) | 39 (76,000) |             |              |             |
| Sprzedaż całkowita            | 6,409,000+   | 6,558,000+   | 6,685,000+   | 6,795,000+   | 6,883,000+  | 6,962,000+  | 7,038,000+  |             |              |             |